# Annerose Kemp
Annerose Kemp (Geburtsname Annerose Helene Weber, geboren am 20. August 1936 in Leipzig-Wiederitzsch; gestorben am 9. Dezember 2013 in Leipzig) war eine deutsche Pädagogin, Studiendirektorin der Henriette-Goldschmidt-Schule und Mitbegründerin der Louise-Otto-Peters-Gesellschaft. Ab Ende der 1970er Jahre betrieb sie ausgiebige Forschungstätigkeiten zu Henriette Goldschmidt, einschließlich deren Einfluss auf die Leipziger Frauenbildungsbewegung sowie der Hochschule für Frauen und deren nachfolgenden Institutionen.

## Leben und Wirken

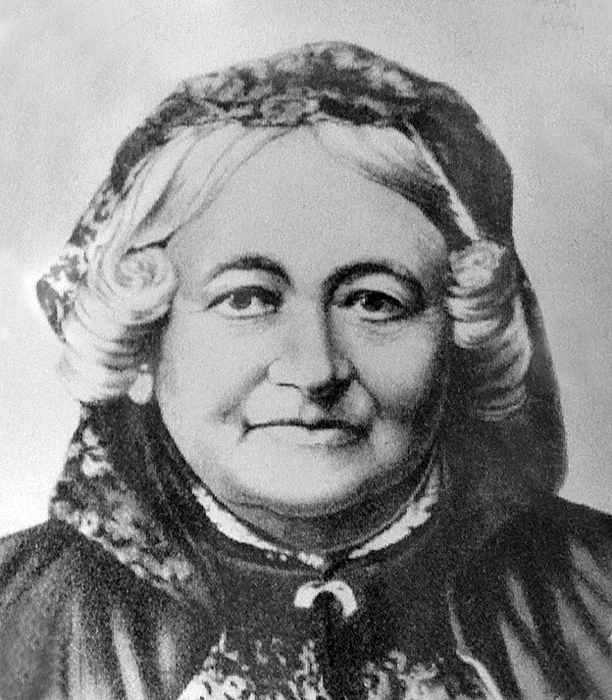
Henriette Goldschmidt

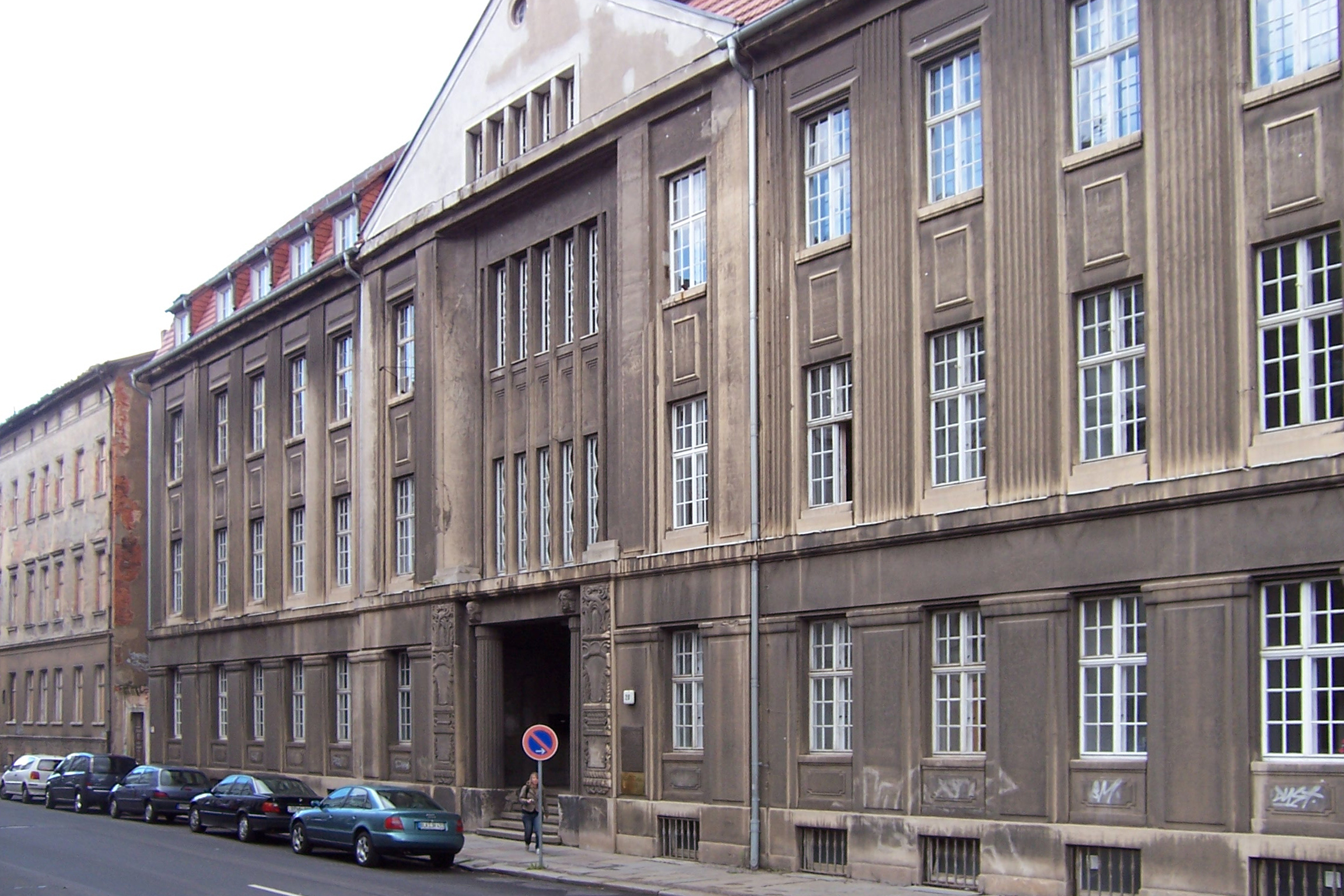
Goldschmidt-Schule in Leipzig

Annerose Kemp war nach Abschluss ihrer Ausbildung zur Kindergärtnerin als Fachschuldozentin für Pädagogik und Methodik der Vorschulerziehung an der Pädagogischen Schule Leipzig beschäftigt. Nach ihrer Ausbildung zur Kindergärtnerin arbeitete sie als Fachschuldozentin und später als Studiendirektorin im Fachbereich Pädagogik an der Henriette-Goldschmidt-Schule in Leipzig. In dieser Zeit vertiefte sie ihr Interesse an Goldschmidts pädagogischen Ansätzen und setzte sich intensiv mit deren Leben und Werk auseinander. Kemp beschäftigte sich auch außerhalb ihrer beruflichen Verpflichtungen intensiv mit dem Leben und Werk der bedeutenden Fröbel-Pädagogin Henriette Goldschmidt. Insbesondere Goldschmidts Einfluss auf die Leipziger Frauenbildungsbewegung und der Hochschule für Frauen sowie deren Nachfolgeinstitutionen, waren weitere Forschungsschwerpunkte.
Ein weiterer Forschungsschwerpunkt Kemps war die Genealogie der Familien Goldschmidt sowie des Musikverlegers und Stifters Henri Hinrichsen, die eng mit der Geschichte Leipzigs verbunden sind. Sie veröffentlichte dazu mehrere Artikel und Vorträge. Ihre Arbeit auf diesem Gebiet trug dazu bei, die Erinnerung an diese bedeutenden Familien und ihre Beiträge zur Leipziger Kultur- und Bildungsgeschichte lebendig zu halten.
Als Mitbegründerin der Louise-Otto-Peters-Gesellschaft (LOP) hat sie durch ihre Forschung zu Henriette Goldschmidt und ihr unermüdliches Engagement für den Erhalt frauengeschichtlicher Orte in der Stadt Leipzig und darüber hinaus, einen bleibenden Beitrag geleistet. Gemeinsam mit der LOP kämpfte sie jahrelang für den Erhalt des Henriette-Goldschmidt-Hauses in Leipzig, das im März 2000  – im Jahr des 175. Geburtstages von Henriette Goldschmidt  – abgerissen wurde.
Nach ihrem Tod im Jahr 2013 wurden ihre Forschungsunterlagen und Aufzeichnungen in den Bestand des Dubnow-Instituts für Jüdische Geschichte und Kultur an der Universität Leipzig aufgenommen. Kemps Forschungsnachlass ist seither in der Bibliothek des Instituts zugänglich und bietet Interessierten einen Einblick in ihre Arbeit und ihr Engagement für die Erforschung des pädagogischen Erbes von Henriette Goldschmidt.